# Kissidougou (prefectura de Guinea)
Kissidougou es una prefectura de la región de Faranah de Guinea, con una población censada en marzo de 2014 de 283 778 habitantes. Está formada por las siguientes subprefecturas, que igualmente se muestran con población censada en marzo de 2014:
- Albadariah 16,864
- Banama 8,842
- Bardou 9,715
- Beindou 14,750
- Fermesadou-Pombo 19,550
- Firawa 11,355
- Gbangbadou 13,867
- Kissidougou 103,335
- Koundiatou 15,020
- Manfran 13,971
- Sangardo 21,944
- Yendé-Millimou 20,291
- Yombiro 14,274[1]